# Marcel Martin (pilote automobile)
Pour les articles homonymes, voir Marcel Martin et Martin.
Marcel Martin (né le 19 septembre 1929 et mort le 21 février 2018 à Pau), est un pilote automobile français.

## Biographie
Sa carrière de pilote automobile commença tout d'abord en rallye dans les années 1960. Il prit part à de nombreuses courses, notamment le Tour de France et les rallyes régionaux, au côté de Fernand Tavano: ils sillonnèrent ensemble les pistes au volant d'une Ferrari 250 GT Berlinetta Competition S, puis d'une Ferrari 250 GTO. En 1967, il participa avec sa femme Jeannette au Rallye Monte-Carlo au volant d'une BMW. 
En 1967 toujours, il prit part aux 24 Heures du Mans pour la première fois, au volant d'une Abarth 1300 OT, et termina à la seizième place au côté de Jean Mésange (de). L'année suivante, toujours au côté de Mésange, c'est sur une Fiat Dino qu'il disputa à nouveau l'épreuve mancelle, mais ils finirent la course non classés, pour distance parcourue insuffisante.
En 1981, il succède à Charles Deutsch au poste de Directeur de course des 24 Heures du Mans. Il exerce la fonction pendant 20 ans, jusqu'en 2000.

## Palmarès en rallye
| Année | Rallye                                  | Coéquipier     | Voiture                                 | Classement             |
| ----- | --------------------------------------- | -------------- | --------------------------------------- | ---------------------- |
| 1960  | Tour de France                          | Fernand Tavano | Ferrari 250 GT Berlinetta Competition S | 3e                     |
| 1961  | Course de côte des Teurses d'Hebecrevon | Fernand Tavano | Ferrari 250 GT Berlinetta Competition S | 1er                    |
| 1961  | Rallye du Val de Loire                  | Fernand Tavano | Ferrari 250 GT Berlinetta Competition S | 1er                    |
| 1961  | Rallye de la Baule                      | Fernand Tavano | Ferrari 250 GT Berlinetta Competition S | 1er                    |
| 1961  | Tour de France                          | Fernand Tavano | Ferrari 250 GT Berlinetta Competition S | Abandon                |
| 1962  | Rallye du Val de Loire                  | Fernand Tavano | Ferrari 250 GT Berlinetta Competition S | 1er                    |
| 1962  | Rallye de Picardie                      | Fernand Tavano | Ferrari 250 GT Berlinetta Competition S | 3e                     |
| 1962  | Course de côte du Pin                   | Fernand Tavano | Ferrari 250 GT Berlinetta Competition S | 1er                    |
| 1962  | Tour de France                          | Fernand Tavano | Ferrari 250 GTO                         | Abandon (casse moteur) |
| 1962  | Rallye de Cognac                        | Fernand Tavano | Ferrari 250 GTO                         | 1er                    |
| 1964  | Tour de France                          | Fernand Tavano | Ferrari 250 GTO                         | Abandon                |
| 1964  | Rallye national de l'ouest              | Fernand Tavano | Ferrari 250 GTO                         | Abandon                |

## Palmarès aux 24 Heures du Mans
| Année | Équipe                    | Voiture       | Coéquipier        | Résultat                                     |
| ----- | ------------------------- | ------------- | ----------------- | -------------------------------------------- |
| 1967  | Écurie du Maine           | Abarth 1300OT | Jean Mésange (de) | 16e                                          |
| 1968  | Ecurie Fiat-Abarth France | Fiat Dino     | Jean Mésange (de) | Non classé (distance parcourue insuffisante) |